# Zoengoerami's
Zoengoerami's (Helostomatidae) is een familie van straalvinnige vissen uit de orde van de Perciformes (Baarsachtigen).

## Geslacht
- Helostoma G. Cuvier, 1829 (Zoenvis)